# 'Anbarabad
'Anbarābād (farsi عنبرآباد‎) è il capoluogo dello shahrestān di Anbarabad, circoscrizione Centrale, nella provincia di Kerman. Aveva, nel 2006, una popolazione di 18 590 abitanti.